# EBUR
EBUR war die von März 1989 bis Dezember 2006 vierteljährlich in niederländischer und englischer Sprache erscheinende Klubzeitschrift von ARVES. Die Buchstaben bildeten dabei ein Anagramm von Rueb, dem Nachnamen des ersten Präsidenten der FIDE, Alexander Rueb.
Die von Harold van der Heijden geleitete Schachzeitschrift befasste sich vor allem mit Studien, einem Teilgebiet der Schachkomposition. Von 2007 an wurde der Inhalt in der ebenfalls ARVES angehörenden Zeitschrift EG eingegliedert und EBUR wurde als eigenständige Zeitschrift eingestellt. Neben den regulären 71 Ausgaben erschienen auch zwei Promotionsnummern.
Später übernahm van der Heijden die Chefredaktion von EG von John Roycroft.
Die beiden Promotionsausgaben und die Ausgaben bis zum Jahr 2000 werden von ARVES zum kostenfreien Download angeboten.

## Wissenswertes
- Erst in der Dezember-Ausgabe 1989 tauchte der Name „EBUR“ auf. Die drei vorherigen Ausgaben wurden rückwirkend so genannt.[1]